# Fabrizio Miccoli
Fabrizio Miccoli (né le 27 juin 1979 à Nardò, dans la province de Lecce, dans les Pouilles) est un footballeur international italien, qui jouait au poste d'attaquant.

## Biographie
Né à Nardò dans les Pouilles, il a grandi à San Donato di Lecce non loin de sa ville natale.

### Clubs
Fabrizio Miccoli rejoint le centre de formation de l'AC Milan en 1991, puis retourne dans sa région d'origine rejoignant en 1995 l'équipe des jeunes du Casarano Calcio avec laquelle il débute en 1996 en Serie C. Il fait ses débuts professionnels à l'âge de 17 ans et rejoint en 1998 l'équipe de Serie B , le Ternana Calcio où il reste quatre saisons et inscrit 32 buts (dont 15 lors de sa dernière saison).
La Juventus l'achète en juillet 2002 et le prête une saison au club de Pérouse où il inscrit 9 buts.
Il fait une bonne première saison dans l'élite italienne et il est surnommé à cet effet (Romario de Salente, Bombe de Poche), du fait de sa petite taille, sa vitesse, sa technique et son explosibilité. Pérouse se qualifie pour la Coupe Intertoto et Miccoli retourne à la Juve et est sélectionné est en équipe « A » de la Squadra Azzurra où il fait 10 apparitions et inscrit 2 buts.
Il joue six matchs de coupe de l'UEFA avec la Vieille Dame et y marque un but, ainsi que sept autres buts en Serie A. Mais Fabrizio, en mal de temps de jeu, signe pour la Fiorentina pour 7 millions €. Une fois en Toscane il aide le club en difficulté à se sauver de la relégation lors de la dernière journée où il inscrit un but qui envoie Brescia en Serie B. S'ensuit un bras de fer entre les dirigeants florentins et ceux de la Juventus pour l'acquérir. Les turinois l'achètent à la Fio pour 6,7 millions € avec Giorgio Chiellini, mais Miccoli est prêté au Portugal, dans le club du SL Benfica en juillet 2006.
À Lisbonne, il marque 6 buts en ligue des champions (dont un « bicyclette » contre Liverpool) et Benfica arrive aux quarts-de-finale.
Miccoli suscite alors l'intérêt de plusieurs clubs tels que l'AS Roma, l'Inter, Blackburn Rovers ou le Deportivo La Corogne mais il préfère rester à Lisbonne une saison de plus.
Le 5 juillet 2007, il signe pour 3 ans avec le club sicilien de l'US Palerme pour une somme d'environ 4,7 millions €. Il marque 8 buts lors de sa première saison avec les rosanero et entame sa troisième coupe de l'UEFA. Le palermitain inscrit également le but de la victoire lors du Derby de Sicile contre Catane. Contre l'AC Milan, il inscrit un coup franc somptueux alors que celui-ci n'était pas idéalement situé (loin ainsi qu'excentré sur le côté droit), ce coup franc inscrit dans les derniers instants du match permettra au club de Palerme de l'emporter sur le score de 2-1. Pour sa première saison sous les couleurs roses et noires, le club sicilien terminera à la onzième place.
Son association en attaque au cours de ses deux premières saisons siciliennes avec l'attaquant italo-brésilien, Amauri, permette au club de Palerme de se maintenir en Serie A et de terroriser de nombreuses défenses italiennes. Le jeune uruguayen, Edinson Cavani, débarque également et vient former un trio d'attaque absolument exceptionnel.
En 2009-2010, de nouveaux joueurs débarquent comme le talentueux génie argentin Javier Pastore. Fort d'une équipe qui s'améliore avec des joueurs comme Salvatore Sirigu, Federico Balzaretti ou encore Simon Kjaer, le club de Palerme arrive à se hisser à la cinquième place du championnat, qualificative pour l'UEFA Europa Ligue, à seulement deux petits points de la Sampdoria (4ème). Fabrizio Miccoli en profitera pour réaliser la saison la plus prolifique de sa carrière avec 19 buts inscrits en championnat. Il marquera notamment certains des plus beaux buts de la saison avec notamment des frappes exceptionnelles contre la Juventus (0-2) ou encore le Milan AC (3-1). L'une de ses performances les plus réussies reste incontestablement son match contre Bologne (victoire 3-1 des palermitains) où il inscrira un triplé, un but du droit (sur un service de Javier Pastore), un but sur pénalty ainsi qu'un but du gauche (sur une passe décisive de Fabio Liverani) finissant entre les jambes d'Emiliano Viviano, le gardien de Bologne. 
La saison suivante, en 2010-2011, le club désormais qualifié en UEFA Europa Ligue, se renforce une nouvelle fois avec l'achat du jeune slovène, Josip Iličić, recruté au club slovène du NK Maribor. Le club se renforce également en recrutant au même club, le milieu de terrain Armin Bačinović ou encore le chilien, Mauricio Pinilla, recruté au club italien de l'US Grosseto. Le club sicilien finira à la 8ème place du championnat et Fabrizio Miccoli marquera 9 buts en 21 matchs. Cette saison est marquée par l'excellent parcours de Palerme en Coupe d'Italie où le club finira par s'incliner en finale face à l'Inter Milan sur le score de 3-1. Cette campagne est marquée notamment par la qualification sicilienne contre l'AC Milan en demi-finale (2-2 / 2-1) avec un excellent Fabrizio Miccoli accompagné notamment de Javier Pastore, qui réalisa sa saison la plus aboutie sous les couleurs du club sicilien.
La saison 2011-2012 commence et le club sicilien perd certains de ces cadres. Le maître à jouer argentin Javier Pastore et le portier Salvatore Sirigu se sont tous les deux envolés pour le Paris-Saint-Germain. Fabrizio Miccoli accompagné sur la ligne offensive de Josip Iličić et de l'uruguayen Abel Hernández entre autres n'arrivent pas à placer le club sicilien au-delà de la 16ème place au classement et cela malgré les 14 buts du capitaine palermitain durant cette saison. Une saison décevante qui entraînera de nouveaux départs notamment ceux de Federico Balzaretti, Mattia Cassani ou encore Matteo Darmian. Fabrizio Miccoli se distinguera par quelques coups de génies dont lui seul à le secret. Il inscrira un triplé lors du match spectaculaire sous la neige de Milan, où l'Inter Milan et Palerme se quitteront sur le score de 4-4. 
Malgré l'arrivée au mercato estival (2012-2013) du jeune argentin, Paulo Dybala, âgé à ce moment-là de 19 ans, et cela malgré également les 10 buts de Fabrizio Miccoli cette saison, le club finira 18ème et sera relégué en Serie B. Durant cette dernière saison, il fera quelques matchs retentissants notamment contre le Chievo Vérone où il inscrira un triplé et donnera une passe décisive. C'est à l'heure actuelle, l'un des triplés les plus marquants de l'histoire du championnat italien car il marque un but sur coup franc dans la lucarne, un but en éliminant trois joueurs adverses et un but exceptionnel d'un lob de 45 mètres. Cette relégation associée à divers problèmes extra sportifs conduiront à la fin de l'aventure sicilienne de Fabrizio Miccoli, qui aura duré de 2007 à 2013.
En 2013, il signe à l'US Lecce, le club de sa ville et de cœur. Il portera sous les couleurs rouges et jaunes son fameux numéro 10. Il y restera deux saisons et y marquera 19 buts.
En 2015, il s'engage avec le club maltais du Birkirkara FC où il finira sa carrière à l'ombre des projecteurs avec pas moins de 10 nouveaux et derniers buts inscrits en seulement 17 matchs. Il prend officiellement sa retraite à l'âge de 36 ans.

### Avec laNazionale
Il fait ses débuts avec l'équipe d'Italie contre le Portugal en février 2003. Le 30 mars 2004, il marque son premier but en azzurro lors d'un match amical, encore contre le Portugal, grâce à un corner direct. Il participe alors aux matchs de qualification pour l'Euro 2004 au Portugal. Lors de son dernier match, en amical en novembre 2004 contre la Finlande il inscrit le seul but du match sur coup franc. Il n'est plus appelé en sélection depuis que Marcello Lippi a repris la tête de l'équipe.

### Vie privée et anecdotes
- Il est marié à Flaviana qu'il rencontra alors qu'il avait  17 ans et elle 14. Ils ont une fille, Suami (amour en hindi), née en mars 2003, et un fils, Diego, né en juin 2008.

- En 2010, il achète 25 000 € lors d'une vente aux enchères des boucles d'oreilles confisquées par le fisc italien ayant appartenu à Diego Maradona, l'idole de sa jeunesse. Il déclarera à la presse qu'il aimerait un jour le rencontrer pour les lui remettre.

- Communiste, il porte un tatouage du Che sur le mollet droit et conclut parfois ses buts du poing gauche levé.

- Étant un tifoso de l'US Lecce, Miccoli déclarera plus d'une fois vouloir jouer pour le club des Pouilles en fin de carrière.

## Faits divers
Le 22 juin 2013, l'agence de presse italienne ANSA rapporte que le ministère public de Palerme a ouvert une enquête contre Miccoli pour extorsion de fonds à la suite d'allégations selon lesquelles il aurait chargé Mauro Lauricella, fils du mafieux sicilien Antonino Lauricella, de percevoir les sommes qui lui étaient dues par un night-club. De plus, Miccoli lors de conversations téléphoniques enregistrées, publiés dans le journal La Repubblica, qualifie le juge anti-mafia assassiné Giovanni Falcone de fango, « crasse » en français,,.. Par la suite, pendant la saison 2013-2014, le parquet fédéral de la FIGC a demandé un jour de disqualification et une amende de 50 000 euros, de sorte que le 27 février 2014, il est acquitté par le Comité disciplinaire fédérale
.
Le 20 avril 2015, Miccoli fait l'objet d'une enquête pour extorsion aggravée en raison d'un contact constant avec Lauricella pour récupérer 12 000 euros auprès d'un ami physiothérapeute à la discothèque il Paparazzi à Isola delle Femmine .
En octobre 2017, Miccoli est condamné par le tribunal de Palerme à trois ans et six mois de prison, avec procédure abrégée, pour extorsion aggravée par méthode mafieuse.

## Statistiques

### Générales
| Club            | Saison         | Championnat        | Championnat | Championnat | Coupe(s) nationale(s) | Coupe(s) nationale(s) | Compétition(s) continentale(s) | Compétition(s) continentale(s) | Total  | Total |
| Club            | Saison         | Division           | Matchs      | Buts        | Matchs                | Buts                  | Matchs                         | Buts                           | Matchs | Buts  |
| --------------- | -------------- | ------------------ | ----------- | ----------- | --------------------- | --------------------- | ------------------------------ | ------------------------------ | ------ | ----- |
| Casarano Calcio | 1996-1997      | Serie C            | 29          | 8           | 0                     | 0                     | 0                              | 0                              | 29     | 8     |
| Casarano Calcio | 1997-1998      | Serie C            | 30          | 11          | 0                     | 0                     | 0                              | 0                              | 30     | 11    |
| Casarano Calcio | Total          | Total              | 59          | 19          | 0                     | 0                     | 0                              | 0                              | 59     | 19    |
| Ternana         | 1998-1999      | Serie B            | 30          | 1           | 2                     | 0                     | 0                              | 0                              | 32     | 1     |
| Ternana         | 1999-2000      | Serie B            | 33          | 9           | 3                     | 0                     | 0                              | 0                              | 36     | 9     |
| Ternana         | 1999-2000      | Serie B            | 23          | 6           | 1                     | 0                     | 0                              | 0                              | 24     | 6     |
| Ternana         | 2000-2001      | Serie B            | 34          | 15          | 1                     | 0                     | 0                              | 0                              | 35     | 15    |
| Ternana         | Total          | Total              | 120         | 31          | 7                     | 0                     | 0                              | 0                              | 127    | 31    |
| Perugia         | 2002-2003      | Serie A            | 34          | 9           | 6                     | 5                     | 2                              | 2                              | 42     | 17    |
| Juventus        | 2003-2004      | Serie A            | 25          | 8           | 7                     | 1                     | 7                              | 1                              | 39     | 10    |
| ACF Fiorentina  | 2004-2005      | Serie A            | 35          | 12          | 4                     | 0                     | 0                              | 0                              | 39     | 12    |
| Benfica         | 2005-2006      | Liga Portugal Bwin | 17          | 4           | 0                     | 0                     | 6                              | 2                              | 23     | 6     |
| Benfica         | 2006-2007      | Liga Portugal Bwin | 22          | 10          | 0                     | 0                     | 11                             | 3                              | 33     | 13    |
| Benfica         | Total          | Total              | 39          | 14          | 0                     | 0                     | 17                             | 5                              | 56     | 19    |
| Palerme FC      | 2007-2008      | Serie A            | 22          | 8           | 0                     | 0                     | 0                              | 0                              | 22     | 8     |
| Palerme FC      | 2008-2009      | Serie A            | 30          | 14          | 1                     | 0                     | 0                              | 0                              | 35     | 14    |
| Palerme FC      | 2009-2010      | Serie A            | 35          | 19          | 3                     | 3                     | 0                              | 0                              | 38     | 22    |
| Palerme FC      | 2010-2011      | Serie A            | 21          | 9           | 4                     | 1                     | 3                              | 0                              | 28     | 10    |
| Palerme FC      | 2011-2012      | Serie A            | 28          | 16          | 0                     | 0                     | 2                              | 1                              | 30     | 17    |
| Palerme FC      | 2012-2013      | Serie A            | 29          | 8           | 1                     | 2                     | 0                              | 0                              | 30     | 10    |
| Palerme FC      | Total          | Total              | 165         | 74          | 9                     | 6                     | 5                              | 1                              | 179    | 81    |
| Lecce           | 2013-2014      | Serie C            | 24          | 13          | 6                     | 1                     | 0                              | 0                              | 30     | 14    |
| Lecce           | 2014-2015      | Serie C            | 17          | 3           | 1                     | 2                     | 0                              | 0                              | 18     | 5     |
| Lecce           | Total          | Total              | 41          | 16          | 7                     | 3                     | 0                              | 0                              | 48     | 19    |
| Birkirkara      | 2015-2016      | BOV Premier League | 11          | 6           | 1                     | 1                     | 4                              | 2                              | 16     | 9     |
| Total Carrière  | Total Carrière | Total Carrière     | 529         | 189         | 41                    | 16                    | 35                             | 11                             | 605    | 217   |

### Buts internationaux
| 0   | Date             | Lieu                                        | Compétition  | Résultat | Adversaire | Détail | Détail                 | Détail | Sél. |
| --- | ---------------- | ------------------------------------------- | ------------ | -------- | ---------- | ------ | ---------------------- | ------ | ---- |
| 1er | 31 mars 2004     | Estádio Municipal de Braga, Braga, Portugal | Match amical | V 1-2    | Portugal   | 75e    | b.o (en) du pied droit | 1-2    | 6e   |
| 2e  | 17 novembre 2004 | Stade San Filippo, Messine, Italie          | Match amical | V 1-0    | Finlande   | 33e    | c.f du pied droit      | 1-0    | 10e  |

## Palmarès
- 1 Supercoupe d'Italie en 2003 avec la Juventus FC
- 1 Supercoupe du Portugal en 2005 avec le Benfica
- Meilleur buteur de la Coupe d'Italie (5 buts) en 2003 avec  Perugia